# Тетевенски говор
Тетевенският говор е български диалект, представител на балканските говори. Говори се предимно в град Тетевен, Ябланица, село Гложене и др.

## Характеристики
- Застъпване на ѣ по правилата на балканските говори, със следните изключения
  - екав изговор при думите нѐмам (нямам) и нѐма (няма)
  - якав изговор пред съгласни ж, ч и ш: в’àжда (вежда), н’àшто (нещо)
  - якав изговор в едносрични думи: м’ад (мед), ц’аф (цев)
  - якав изговор при някои глаголи: б’àса (беся), м’àса (меся),
- Застъпници на стб. ѫ, ъ и ь, както и -а окончанията при съществителни
  - под ударение е ê (широко е): пêт (път), сêн (сън), пêн (пън), главề (глава).
  - без ударение е ạ (полуредуцирано а): дềш—дạждèц, вòдạ
- Застъпник на стб. ѧ е е, очекчаващо предходната съгласна, например: м’èсо (месо), з’ет (зет), кл’èтва (клетва). Изключение от това правило дават кратките дателни местоименни форми: ма, та, са (сравни с книжовните „ме“, „те“, „се“).
- След мека сългасна или ч (но не и след ж или ш) се наблюдава екав изговор на а, но само когато гласната е пред мека сричка: Стойèне (Стояне), сèлени (селяни).
- Групите ър/ръ и ъл/лъ като цяло се изговарят звучно: вр̥̀бница (връбница), гл̥̀там (гълтам), но в някои села се изговарят като êр/рê и êл/лê: врềбница, гềлтам
- Гласежът на окончанията при членуване се подчинява на принципите за удареност на застъпниците на ѫ и ъ:
  - членуване на мъжки род ед. ч. – кракề (кракът), грòбạ (гробът)
  - членуване на женски род ед. ч. – радостề (радостта), смр̥тề (смъртта)
- Л-причастията в множествено число окончават на -е: биле (били), носѝле (носили).
- Дву- и многосричните имена от мъжки род в множественото си число окончават на -е: учѝтеле (учители), уфчèре (овчари).